# Oranje wijn

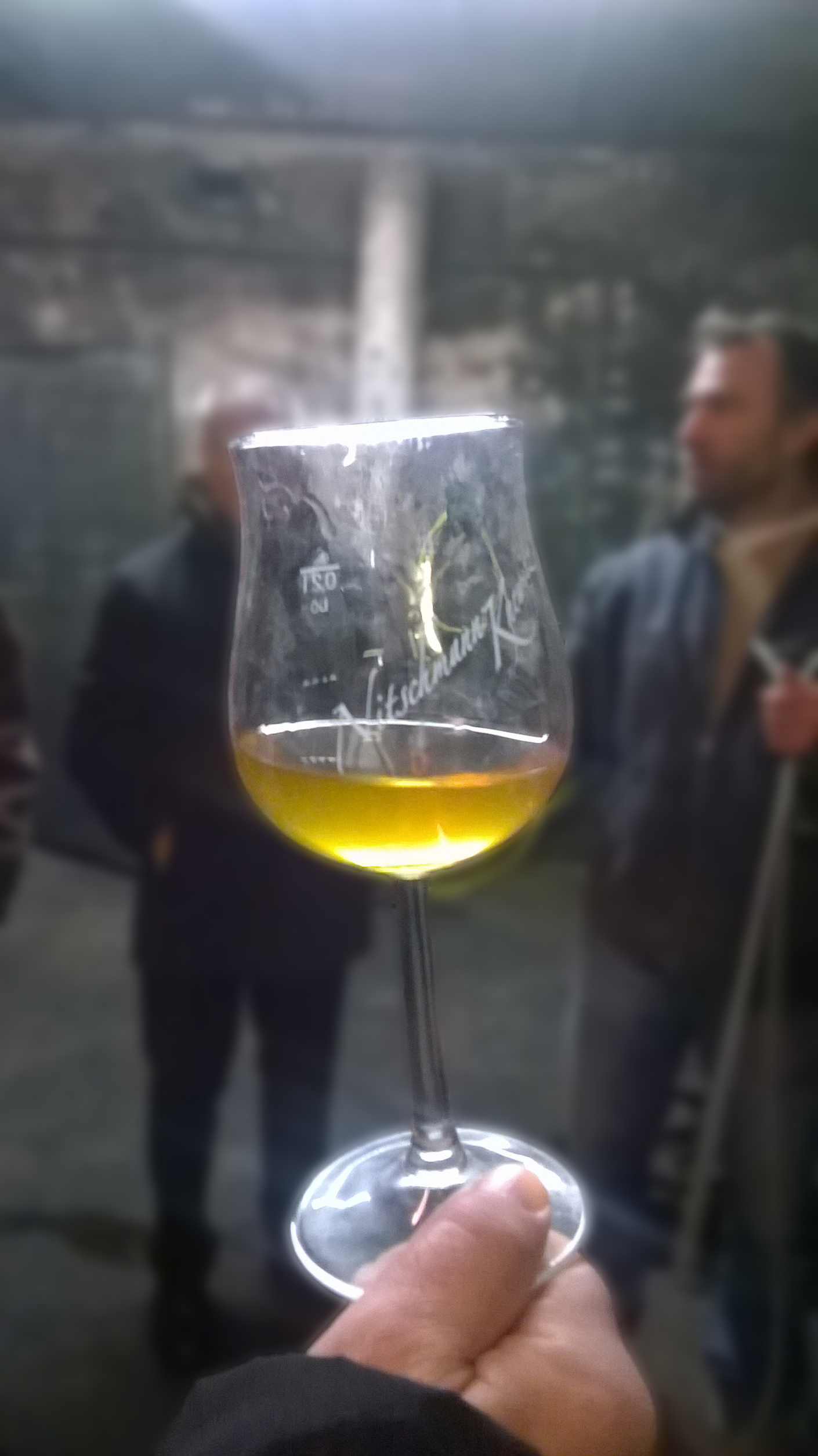
Oranje wijn voordat deze geklaard wordt.

Met oranje wijn wordt wijn van witte druiven bedoeld die geen witte wijn oplevert – maar door langdurig contact met de druivenschillen – amberkleurig kan zijn.
De druivenschillen van de witte druiven blijven – net als bij rode wijn – in contact met de most. Deze manier van wijn maken is anders dan de conventionele witte wijn productie, waarbij de druiven geperst worden en vervolgens de druivenschillen en druivenpitten verwijderd voordat de fermentatie begint. De druivenschillen bevatten – naast natuurlijke gistcellen – natuurlijke kleurstoffen, fenolen en tannines die normaal als niet gewenst beschouwd worden in witte wijnen. Voor rode wijnen is het contact met de druivenschillen en maceratie juist het proces dat de wijn zijn kleur, smaak, en textuur geeft.

## Geschiedenis
Deze manier van wijn maken wordt al duizenden jaren toegepast in Georgië. Het is een oude manier van wijn maken. De wijn rijpt niet in eikenhouten vaten, maar in grote aardewerken amforen die in de grond begraven zijn. Hierbij met de opening boven de grond. Doordat de wijn ingegraven is blijft de druivenmost op een constant lage temperatuur. Dit zorgt voor een langzamere gisting.

## Friuli en Slovenië
De (her-)introductie van deze wijnen in Friuli-Venezia Giulia en het aangrenzende Slovenië heeft onder meer de huidige bekendheid in West-Europa gebracht. In Slovenie was een schilcontact van 24 uur tot 30 dagen al in de 19e eeuw bekend. Deze wijze van wijn maken was bijna verdwenen, omdat in de 20e eeuw het inzicht was om frisse witte wijnen op de markt te brenen.
Het waren vooral Stanko Radikon en Josko Gravner, die "terug" wilden naar de oorspronkelijke, natuurlijke manier van wijn maken. Stanko Radikon herintroduceerde de streekeigen ribolla gialla druif. Deze druif heeft een zeer dikke schil. Wanneer deze gaat fermenteren wordt de schil zachter en kan dan makkelijker geperst worden. Al honderden jaren hadden de wijnmakers daarom al de gewoonte om witte druiven met schil en pit te laten vergisten. Stanko Radikon ging bij deze druif weer over tot een langdurig schilcontact van 7 dagen.
Ook Josko Gravner raakte geïnspireerd door deze manier van wijn maken, onder andere door een bezoek aan Georgië in 1991. Na ongeveer een half jaar gisting in de qvevri, gaan de wijnen nog een aantal jaren in eikenhouten vaten. Overigens vindt de gisting hier ook wel in eikenhouten vaten plaats, het hoeft niet noodzakelijk in de qvevri.

## Andere landen
Vanaf begin 21e eeuw wordt deze wijnsoort ook geproduceerd in Kroatië,  Oostenrijk, Duitsland, Nieuw-Zeeland, en Californië.

## Natuurwijn
Dit soort wijn kan ook wel als natuurwijn, zonder sulfiet en zonder toegevoegde gisten worden gepresenteerd. Vaak – en niet alleen in Georgië – wordt gebruik gemaakt van aardewerken amforen in plaats van houten vaten of stalen tanks. Er hoeft soms niet gefilterd te worden omdat de harde delen zoals de pitten en resten van de velletjes zich al op de bodem hebben verzameld.

## Invloed van druivenschillen
Het contrast van oranje wijn met andere wijnen heeft alles te maken met het contact met druivenschillen en kan als volgt aangegeven worden:
|               | Lang contact met druivenschillen | Kort contact met druivenschillen | Geen contact met druivenschillen |
| ------------- | -------------------------------- | -------------------------------- | -------------------------------- |
| Rode druiven  | rode wijn                        | roséwijn                         | witte wijn                       |
| Witte druiven | oranje wijn                      | oranje wijn                      | witte wijn                       |

Voor rode wijn worden blauwe druiven langere tijd – 1 week tot 1 maand – in contact met de druivenschillen gelaten. Hierna worden deze geperst en krijgt de wijn een rode tot dieprode tint.
Voor roséwijn worden rode druiven slechts korte tijd – enkele uren – in contact met de druivenschillen gelaten voor deze worden geperst. Hiermee krijgt de wijn een lichtroze tint.
Bij witte wijn worden de rode of witte druiven meteen geperst, zonder in contact te zijn geweest met de schillen. Doordat de druivenschil niet "meedoet" met de vergisting maakt de kleur van de schil niet uit. Het sap is immers wit. De wijn krijgt zo een neutrale, groene tot enigszins gele tint.
Oranje wijn blijft meestal 1 maand tot 6 maanden in contact met de druivenschillen, waarbij ze naar oranje tot amber verkleurt. 